# Lupin III.: Part III
Lupin III.: Part III (jap. ルパン三世 PARTIII, Rupan Sansei Pāto Surī) ist die dritte japanische 50 Episoden umfassende Animeadaption der gleichnamigen Manga-Serie von Monkey Punch.

## Handlung
Der Enkel des Meisterdiebes Arsène Lupin Arsène Lupin III., selbst seines Zeichens ein Meisterdieb, reist kreuz und quer um die Welt um die beeindruckendsten Schätze zu stehlen. An seiner Seite befinden sich Daisuke Jigen, ein Meisterschütze der immer mit einer Smith & Wesson Model 19 ausgerüstet ist, Geomon Ishikawa XIII, einem Meisterschwertkämpfer mit dem Zantetsuken, einem Samuraischwert das sogar durch Eisen schneiden kann und Fujiko Mine, eine Femme fatale, die es schafft Lupin regelmäßig den Kopf zu verdrehen. Immer auf Lupins Fersen befindet sich der Interpol-Kommissar Zenigata, der weltweit als der führende Lupin III. Experte gilt, auch wenn er es noch nie geschafft hat den Meisterdieb zu schnappen.

## Produktion
Aufgrund des großen Erfolgs der letzten Lupin III Serie gaben die Redakteure von Yomiuri TV, demselben Sender der bereits Anfang der 1970er die erste Lupin III Serie ausgestrahlt hatte, eine neue 26-teilige Lupin Anime-Serie bei Tokyo Movie Shinsha in Auftrag. Yūzō Aoki, der bereits bei den beiden Vorgängerserien unter anderem als Animator und Storyboard-Zeichner beteiligt war, war als Hauptverantwortlicher für das Projekt verantwortlich. Da er mit der Serie tonal eine Mischung aus den bisherigen Serien umsetzen wollte, entschied er sich dafür drei verschiedene Charakter-Designs für alle Figuren dem Produktionsteam zur Verfügung zu stellen: ein hartes, ein weiches und ein komödiantisches Design. Dadurch war es dem jeweiligen Episodenteam möglich selbst zu entscheiden welches Figuren-Design am besten zu der entsprechend Episoden-Stimmung passen würde. Das harte Design für ernste Folgen, ein weiches Design für Abenteuer-Folgen und das komödiantische Design für die lustigeren Folgen. Aufgrund der hohen Popularität der Serie, verlängerte Yomiuri TV den Vertrag mit Tokyo Movie Shinsha um weitere 24 Folgen, wodurch die Episodenanzahl auf 50 ergänzt wurde.

## Besetzung
Alle Sprecher der fünf Hauptrollen der Serie konnten aus der Vorgänger-Serie wieder gewonnen werden.
| Rolle                | Japanischer Sprecher |
| -------------------- | -------------------- |
| Arsène Lupin III     | Yasuo Yamada         |
| Daisuke Jigen        | Kiyoshi Kobayashi    |
| Fujiko Mine          | Eiko Masuyama        |
| Goemon Ishikawa XIII | Makio Inoue          |
| Kommissar Zenigata   | Gorō Naya            |

## Musik
Für die Musik der Serie zeichnete Yūji Ōno verantwortlich, der bereits bei Lupin III.: Part 2, Lupin Sansei: Lupin vs Fukusei Ningen und Das Schloss des Cagliostro die Musik geschrieben hatte. Der Liedtext des Vorspannes Sexy Adventure stammte von Konaho Maki und wurde von Yūsuke Nakamura gesungen und beim Abspann Fairy Night wurde der Liedtext von Mebae Miyahara geschrieben und von Sonia Rosa gesungen.

## Episodenliste
| Nr. (ges.) | Nr. (St.) | Deutscher Titel | Originaltitel                                                    | Erstausstrahlung Japan | Deutschsprachige Erstveröffentlichung (D/A/CH) | Regie              | Drehbuch            |
| ---------- | --------- | --------------- | ---------------------------------------------------------------- | ---------------------- | ---------------------------------------------- | ------------------ | ------------------- |
| 1          | 1         | –               | 金塊はルパンを呼ぶ Kinkai wa Rupan o Yobu                        | 3. März 1984           | –                                              | Yūzō Aoki          | Atsushi Yamatoya    |
| 2          | 2         | –               | 大いなる罠を暴け Ōinaru Wana o Abake                             | 10. März 1984          | –                                              | Kenji Kodama       | Kō Takashina        |
| 3          | 3         | –               | こんにちは 地獄の天使 Konnichiwa Jigoku no Tenshi                | 17. März 1984          | –                                              | Saburō Hashimoto   | Yutaka Kaneko       |
| 4          | 4         | –               | テレパシーは愛のシグナル Terepashī wa Ai no Signal               | 24. März 1984          | –                                              | Osamu Nabeshima    | Kō Takashina        |
| 5          | 5         | –               | 五右ェ門無双 Goemon Musō                                         | 7. Apr. 1984           | –                                              | Noriko Itakura     | Yutaka Kaneko       |
| 6          | 6         | –               | ルパンが戦車でやってきた Rupan ga Sensha de Yattekita            | 19. Mai 1984           | –                                              | Kenji Kodama       | Hideo Takayashiki   |
| 7          | 7         | –               | 死神ガーブと呼ばれた男 Shinigami Gābu to Yobareta Otoko          | 26. Mai 1984           | –                                              | Shigetsugu Yoshida | Yutaka Kaneko       |
| 8          | 8         | –               | 聖母マリアの脱出作戦 Seibo Mariya no Dasshutsu Sakusen           | 9. Juni 1984           | –                                              | Masaharu Okuwaki   | Hiroko Hagita       |
| 9          | 9         | –               | コピー人間は高くつく Kopī Ningen wa Takaku Tsuku                 | 16. Juni 1984          | –                                              | Saburō Hashimoto   | Hideo Takayashiki   |
| 10         | 10        | –               | 秘宝は陰謀の匂い Hihō wa Inbō no Nioi                            | 23. Juni 1984          | –                                              | Kenji Kodama       | Hisato Sano         |
| 11         | 11        | –               | ルビーは血の汗を流す Rubī wa Chi no Ase o Nagasu                 | 7. Juli 1984           | –                                              | Noriko Itakura     | Yasushi Hirano      |
| 12         | 12        | –               | バルタン館のとりこ Barutankan no Toriko                          | 28. Juli 1984          | –                                              | Osamu Nabeshima    | Tomoko Konparu      |
| 13         | 13        | –               | 悪のり変装曲 Warunori Hensōkyoku                                 | 20. Okt. 1984          | –                                              | Shigetsugu Yoshida | Seijun Suzuki       |
| 14         | 14        | –               | 誘拐ゲームはお好き Yūkai Gēmu wa Osuki                           | 27. Okt. 1984          | –                                              | Saburō Hashimoto   | Yasushi Hirano      |
| 15         | 15        | –               | 殺しが静かにやってくる Koroshi ga Shizuka ni Yattekuru           | 3. Nov. 1984           | –                                              | Hajime Kamegaki    | Toshimichi Ōkawa    |
| 16         | 16        | –               | 黄金のリンゴには毒がある Ōgon no Ringo Niwa Doku ga Aru          | 10. Nov. 1984          | –                                              | Kenji Kodama       | Hideki Sonoda       |
| 17         | 17        | –               | 結婚するって本当ですか Kekkon Surutte Hontō Desu ka              | 17. Nov. 1984          | –                                              | Takashi Sokabe     | Kō Takashina        |
| 18         | 18        | –               | ショータイムは死の香り Shōtaimu wa Shi no Kaori                  | 24. Nov. 1984          | –                                              | Yūzō Aoki          | Masaaki Sakurai     |
| 19         | 19        | –               | 裏切りの荒野を走れ Uragiri no Kōya o Hashire                     | 1. Dez. 1984           | –                                              | Kenji Kodama       | Toshimichi Ōkawa    |
| 20         | 20        | –               | 過去を消した男 Kako o Keshita Otoko                              | 8. Dez. 1984           | –                                              | Masakatsu Iijima   | Takayuki Kan        |
| 21         | 21        | –               | さらば黄金伝説 Saraba Ōgon-densetsu                              | 15. Dez. 1984          | –                                              | Tōru Ogihara       | Shōichirō Ōkubo     |
| 22         | 22        | –               | ダイヤに炎は似合わない Dia ni Honō wa Niawanai                   | 22. Dez. 1984          | –                                              | Takashi Sokabe     | Yasushi Hirano      |
| 23         | 23        | –               | ベイルート移動銀行強奪作戦 Beirūto Idō-ginkō-gōdatsu-sakusen     | 29. Dez. 1984          | –                                              | Hiroshi Ogawa      | Yutaka Kaneko       |
| 24         | 24        | –               | 友よ深く眠れ Tomoyo Fukaku Nemure                                | 12. Jan. 1985          | –                                              | Hajime Kamegaki    | Shōichirō Ōkubo     |
| 25         | 25        | –               | 俺たちは天使じゃない Oretachi wa Tenshi Janai                    | 19. Jan. 1985          | –                                              | Tōru Ogihara       | Kō Takashina        |
| 26         | 26        | –               | ニューヨークの幽霊 New York no Yūrei                             | 26. Jan. 1985          | –                                              | Yūzō Aoki          | Yoshio Urasawa      |
| 27         | 27        | –               | 暗号名はアラスカの星 Angōmei wa Arasuka no Hoshi                 | 2. Feb. 1985           | –                                              | Rokō Ogiwara       | Yutaka Kaneko       |
| 28         | 28        | –               | アラスカの星は地獄への報酬 Arasuka no Hoshi wa Jigoku e no Hōshū | 9. Feb. 1985           | –                                              | Rokō Ogiwara       | Yutaka Kaneko       |
| 29         | 29        | –               | 月へハネムーンに行こう Tsuki e Honey-Moon ni Ikō                 | 16. Feb. 1985          | –                                              | Rokō Ogiwara       | Atsushi Yamatoya    |
| 30         | 30        | –               | カクテルの名は復讐 Kakuteru no Na wa Fukushū                     | 23. Feb. 1985          | –                                              | Takashi Sokabe     | Yasushi Hirano      |
| 31         | 31        | –               | カクテルの名は復讐 Kakuteru no Na wa Fukushū                     | 2. März 1985           | –                                              | Tsutomu Iida       | Shigemitsu Taguchi  |
| 32         | 32        | –               | 1000万ドルの鍵 1000man-doru no Kagi                              | 9. März 1985           | –                                              | Rokō Ogiwara       | Hiroshi Kashiwabara |
| 33         | 33        | –               | 天才少年の危険な遊び Tensai Shōnen no Kiken na Asobi             | 16. März 1985          | –                                              | Rokō Ogiwara       | Junichi Miyashita   |
| 34         | 34        | –               | マンハッタン·クライシス Manhattan-crisis                         | 23. März 1985          | –                                              | Tsutomu Iida       | Hiroshi Kashiwabara |
| 35         | 35        | –               | ターゲットは白銀の果てに Tāgetto wa Hakugin no Hate ni           | 30. März 1985          | –                                              | Takashi Sokabe     | Junichi Miyashita   |
| 36         | 36        | –               | 鷲の舞い降りる時 Washi no Maioriru Toki                          | 6. Apr. 1985           | –                                              | Rokō Ogiwara       | Izō Hashimoto       |
| 37         | 37        | –               | 父っつぁん大いに怒る Tottsuan Ōi ni Ikaru                        | 20. Apr. 1985          | –                                              | Rokō Ogiwara       | Yutaka Kaneko       |
| 38         | 38        | –               | 俺を愛したレティシア Ore o Aishita Retishia                      | 27. Apr. 1985          | –                                              | Masakatsu Iijima   | Junichi Miyashita   |
| 39         | 39        | –               | ライバルに黄金を Raibaru ni Ōgon o                               | 11. Mai 1985           | –                                              | Tsutomu Iida       | Kō Takashina        |
| 40         | 40        | –               | 一枚のお宝で大混戦 Ichimai no Otakara de Dai-konsen              | 25. Mai 1985           | –                                              | Takashi Sokabe     | Yasushi Hirano      |
| 41         | 41        | –               | 戒厳令の夜 Kaigenrei no Yoru                                     | 8. Juni 1985           | –                                              | Rokō Ogiwara       | Yutaka Kaneko       |
| 42         | 42        | –               | ピラミッドの保険金を奪え Piramiddo no Hokenkin o Ubae            | 22. Juni 1985          | –                                              | Mitsuo Giya        | Shōichirō Ōkubo     |
| 43         | 43        | –               | さらばシンデレラ Saraba Shinderera                               | 29. Juni 1985          | –                                              | Tsutomu Iida       | Kō Takashina        |
| 44         | 44        | –               | ボクたちのパパは泥棒 Boku-tachi no Papa wa Dorobō                | 6. Juli 1985           | –                                              | Masakatsu Iijima   | Hiroshi Kashiwabara |
| 45         | 45        | –               | コンゲームに乾杯 Kon-gēmu ni Kanpai                              | 20. Juli 1985          | –                                              | Masakatsu Iijima   | Hikaru Arai         |
| 46         | 46        | –               | 俺の翼はスクラップ Ore no Tsubasa wa Scrap                       | 27. Juli 1985          | –                                              | Yoshihiro Takamoto | Junichi Miyashita   |
| 47         | 47        | –               | 一枚の迷画 Ichimai no Meiga                                      | 17. Aug. 1985          | –                                              | Yoshio Takeuchi    | Hisato Sagawa       |
| 48         | 48        | –               | ハディスの涙 Hadisu no Namida                                    | 31. Aug. 1985          | –                                              | Masaharu Okuwaki   | Katsuyuki Nakamura  |
| 49         | 49        | –               | とっつぁんが養子になった日 Tottsuan ga Yōshi ni Natta hi         | 28. Sep. 1985          | –                                              | Tsutomu Iida       | Yoshio Urasawa      |
| 50         | 50        | –               | 原潜イワノフの抹殺指令 Gensen Iwanofu no Massatsu-shirei         | 25. Dez. 1985          | –                                              | Rokō Ogiwara       | Hiroshi Kashiwabara |

## Filmableger
Aufgrund der Beliebtheit der Serie wurde von Tokyo Movie Shinsha ein Film für das japanische Kino basierend auf der Serie produziert:
- 1985 – Lupin III.: Legend of the Gold of Babylon unter der Regie von Seijun Suzuki & Shigetsugu Yoshida.